# Wałentyn Płatonow
Wałentyn Wiktorowycz Płatonow (ukr. Валентин Вікторович Платонов; ur. 15 stycznia 1977 w Krzywym Rogu, w obwodzie dniepropetrowskim) – ukraiński piłkarz, grający na pozycji pomocnika, a wcześniej obrońcy.

## Kariera piłkarska

### Kariera klubowa
Wychowanek szkółki piłkarskiej w Krzywym Rogu. Pierwszy trener - Witalij Barsukow. W latach 1990–1994 uczył się w Internacie Sportowym w Dniepropetrowsku. W 1994 rozpoczął karierę piłkarską w Chimiku Siewierodonieck. W następnym roku przeszedł do Metałurha Nowomoskowsk. W 1996 został zaproszony do Dnipra Dniepropetrowsk, ale rozegrał tylko jeden mecz i w październiku przeniósł się do rodzimego klubu Krywbas Krzywy Róg. W nim występował przez 8 lat, pełnił często funkcje kapitana drużyny. Zimą 2004 przeszedł do Illicziwca Mariupol, a w grudniu 2006 otrzymał status wolnego agenta. W kwietniu 2007 został zaproszony przez trenera Ołeksandra Kosewicza do Zorii Ługańsk. W lutym 2008 opuścił Zorię jako wolny agent i podpisał kontrakt z drużyną Mykoły Pawłowa Worskłą Połtawa. W rundzie jesiennej sezonu 2008/09 występował w Hirnyku Krzywy Róg, a w kwietniu 2009 podpisał kontrakt z Zakarpattia Użhorod. Latem 2010 przeszedł do Heliosu Charków.

### Kariera reprezentacyjna
W 1998 rozegrał jeden mecz w młodzieżowej reprezentacji Ukrainy.

## Sukcesy i odznaczenia

### Sukcesy klubowe
- brązowy medalista Mistrzostw Ukrainy: 1998/1999, 1999/2000
- finalista Pucharu Ukrainy: 1999/2000
- mistrz Perszej lihi Ukrainy: 2008/2009